# Metlaouia chpakowskyi
Metlaouia chpakowskyi är en fjärilsart som beskrevs av Chneour 1942. Metlaouia chpakowskyi ingår i släktet Metlaouia och familjen nattflyn. Inga underarter finns listade i Catalogue of Life.